# Franziskanerkloster Maria Lankowitz

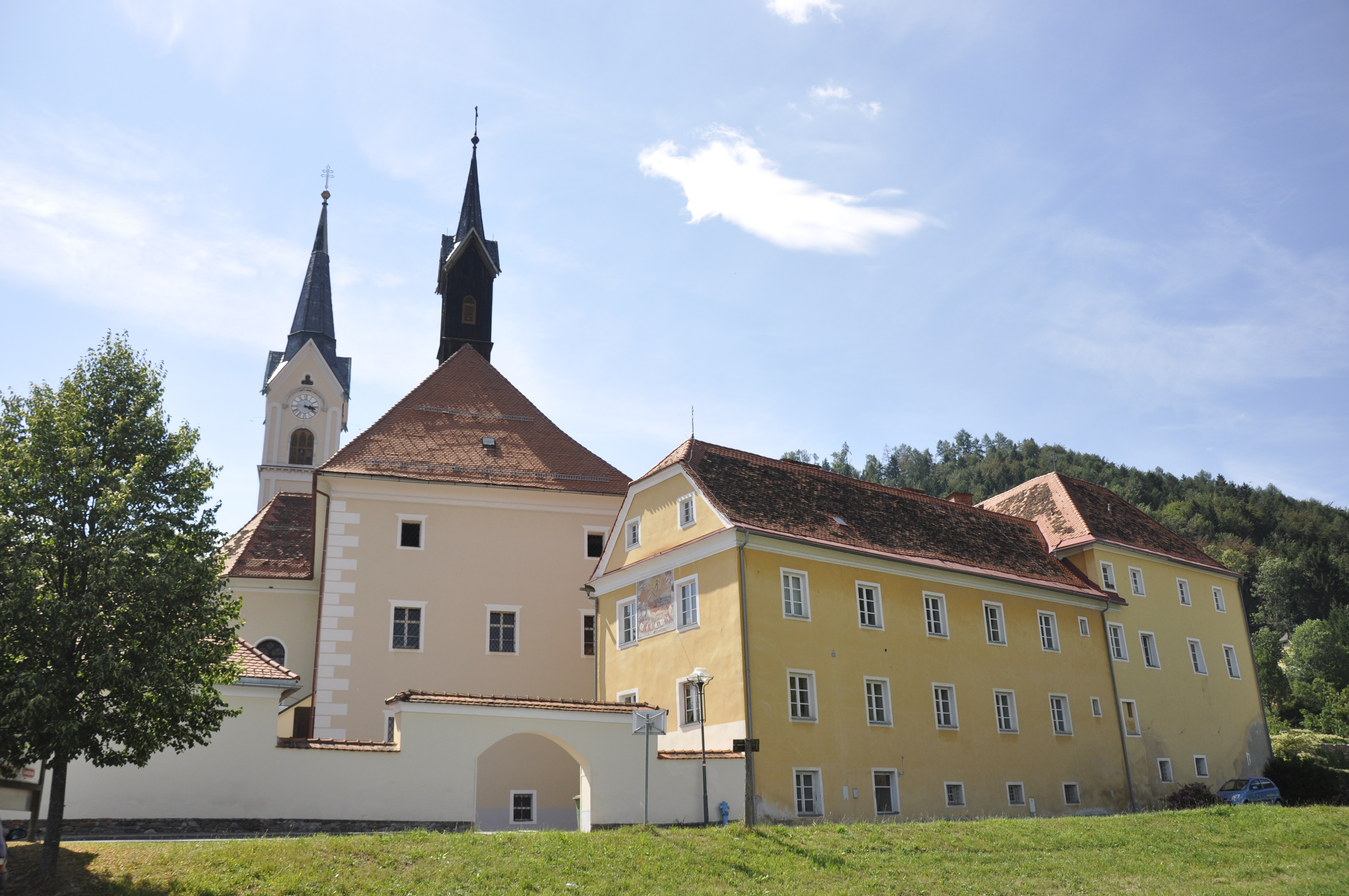
Wallfahrtskirche und Kloster in Maria Lankowitz

Das Franziskanerkloster Maria Lankowitz steht baulich mit der Wallfahrtskirche Maria Lankowitz verbunden in der Marktgemeinde Maria Lankowitz im Bezirk Voitsberg in der Steiermark. Das römisch-katholische Kloster der Franziskanerordens besteht seit dem 15. Jahrhundert. Das Kloster steht unter Denkmalschutz (Listeneintrag).

## Geschichte
Das Franziskanerkloster wurde 1455 durch Ritter Georg Gradner gegründet.

## Klostergebäude
Das Klostergebäude befindet sich nördlich der Kirche und wurde zu großen Teilen zwischen 1656 und 1665 von Bartolomeo Montiano unter Einbeziehung einiger älterer Gebäudeteile im Nordwesten um zwei Höfe herum errichtet. Im Kreuzganghof steht eine aus dem zweiten Viertel des 18. Jahrhunderts stammende steinerne Figur der auf Wolken knienden Maria. Im Refektorium sowie in den Klostergängen befinden sich mehrere barocke Bilder und Heiligenfiguren aus der Zeit um 1733. Zwei der Bilder im Refektorium zeigen Zinsgroschen sowie Arbeiter im Weinberg. Ein Votivbild wird auf das Jahr 1714 datiert.

## Kirchhof mit Kapelle und Bildstöcken

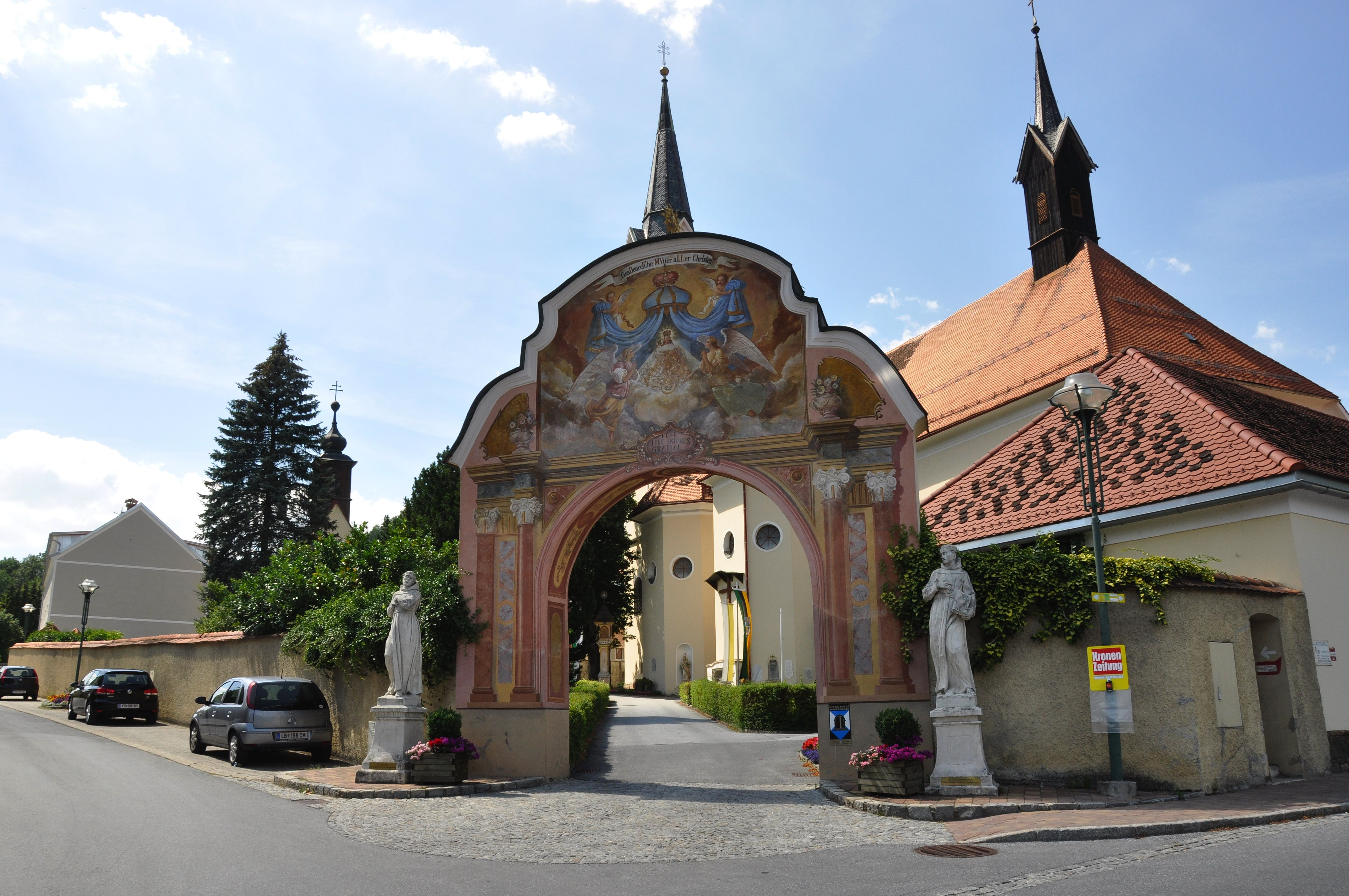
Das bemalte Kirchhofportal

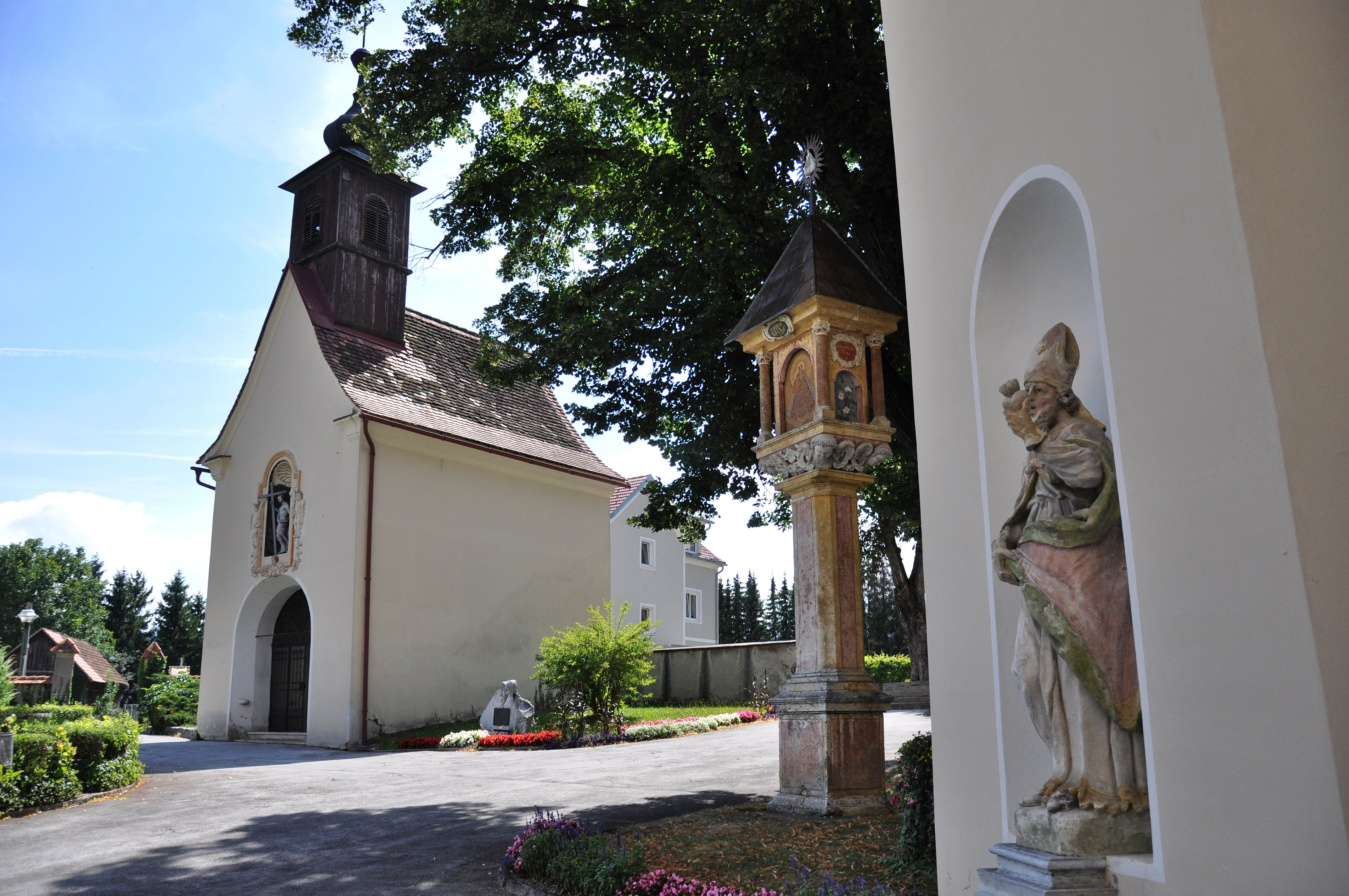
Die Antoniuskapelle und der vor der Kirche befindliche Bildstock

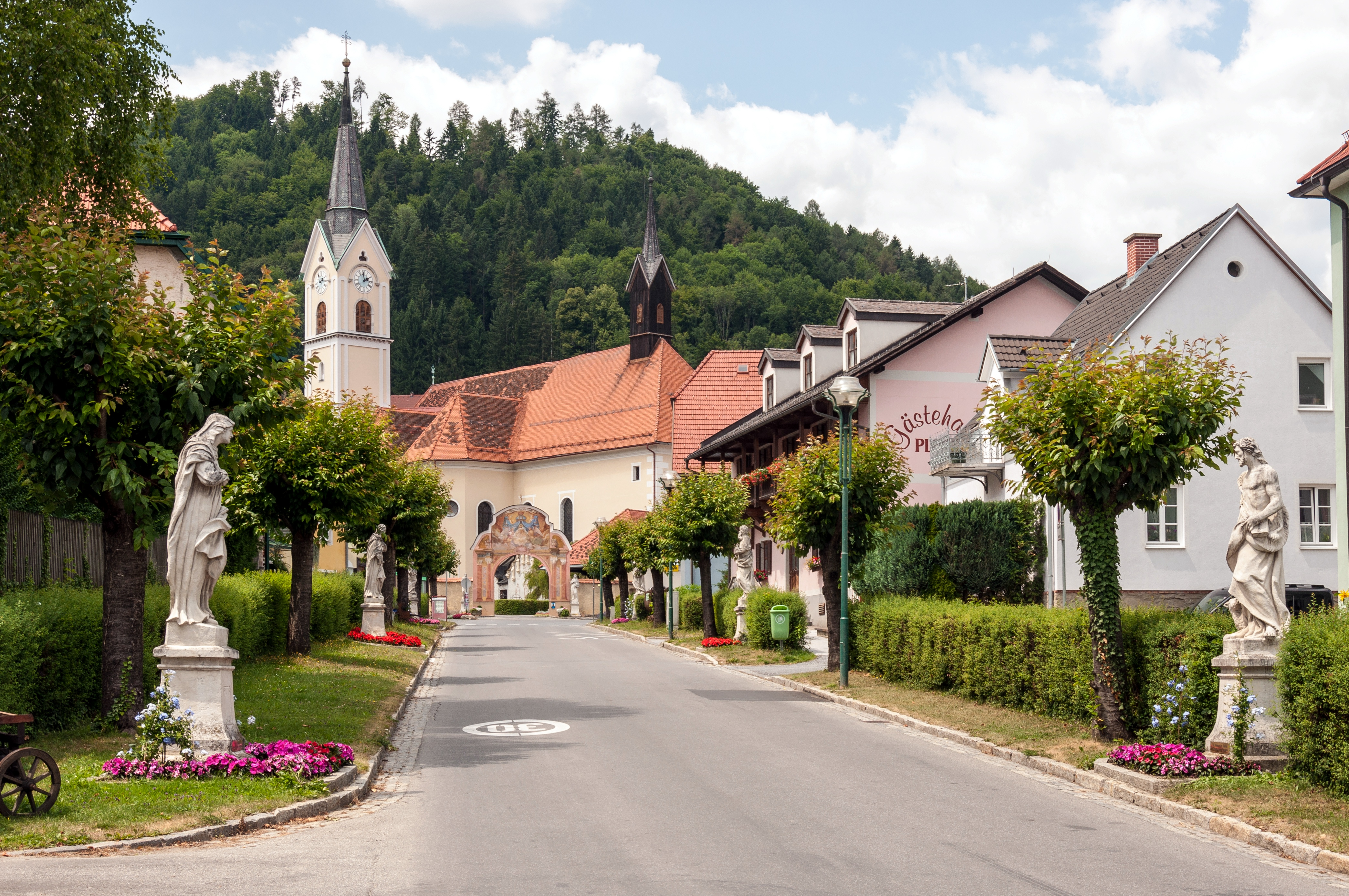
Die Figuren entlang der Zufahrtsstraße zur Kirche

Die Kirchhofmauer wurde zwischen 1660 und 1661 von Bartolomeo Montiano errichtet und weist ein barockes Portal mit gemalten und 1807 erneuerten Architekturprospekt auf. Neben dem Kirchhofportal befinden sich zwei barocke Steinstatuen aus dem 18. Jahrhundert welche zwei Franziskanerheilige darstellen. Vor der Kirche steht ein auf das Jahr 1658 datierter Bildstock, welcher 1895 restauriert wurde sowie ein Kriegerdenkmal. Im Kirchhof befinden sich weiters fünf von Toni Hafner im Jahr 2002 gemalte Heiligenbilder.
Die zwischen 1660 und 1661 von Bartolomeo Montiano erbaute Antoniuskapelle befindet sich innerhalb der gleichzeitig errichteten Kirchhofmauer und wurde 1666 geweiht| sie trägt das Patrozinium des heiligen Antonius von Padua. Am östlichen Ende hat das Dach einen Dachreiter. Weiters befindet sich an der östlichen Fassade, über dem Eingang eine mit Stuck umrahmte Nische mit einer 1961 restaurierten Holzstatue des heiligen Dismas. Der Innenraum wird von einer Spitztonne überspannt. Der, im Stil des Rokoko gestaltete Antonius-Altar wurde um 1770 errichtet. Weiters befindet sich im Inneren ein großes, dem Giovanni Pietro de Pomis zugeschriebenes Votivbild, welches den 1621 gestorbenen Sigmund Friedrich Herberstein mitsamt seiner Familie vor einem Kruzifix kniend zeigt.
Entlang der Zufahrtsstraße stehen acht aus Sandstein gefertigte Heiligenstatuen aus der Zeit um 1730. Sieben der Statuen stammen vermutlich aus der Werkstatt des Johann Jacob Schoy, während die Statue der heiligen Maria nach der Art des Marx Schokotnigg gestaltet ist.